# Jehan Chardavoine
Jehan Chardavoine (auch Jean Chardavoine, * 2. Februar 1537 in Beaufort-en-Vallée; † um  1580) war ein französischer Komponist der Renaissance, der vorwiegend in Paris wirkte. Er war einer der ersten bekannten Herausgeber populärer Chansons, laut dem Musikwissenschaftler und Bibliothekar Julien Tiersot Autor des „einzigen Bandes einstimmiger Lieder aus dem 16. Jahrhundert, der bis in unsere Tage überkommen ist“.

## Leben und Werk
Jehan Chardavoine gab 1576 in Paris das Werk Le recueil des plus belles et excellentes chansons en forme de voix de ville heraus. Das Werk erhielt am 20. August 1573 ein spezielles königliches Veröffentlichungsprivileg. Es umfasst 190 vertonte Gedichte. Die einstimmigen, strophischen Melodien sind zum Teil volkstümlichen Charakters und zum Teil als Superius-Stimmen älterer drei- und vierstimmiger französischer Chansons nachweisbar. Einen anderen Teil der Stücke hat Chardavoine stark bearbeitet oder gar neu komponiert. Die Stücke sind in der Form des „voix de ville“, des Vaudeville mit Notenköpfen in Tränenform verfasst. Diese Sammlung wurde erfolgreich mehrmals aufgelegt und dabei erweitert und teilweise umgearbeitet.